# Seznam dílů seriálu Don Matteo
Toto je seznam epizod italského televizního seriálu Don Matteo. Seriál měl premiéru 7. ledna 2000 na italské stanici Rai Uno.

## Seznam řad
| Řada | Díly | Premiéra v Itálii | Premiéra v Itálii  |
| Řada | Díly | První díl         | poslední díl       |
| ---- | ---- | ----------------- | ------------------ |
| 1    | 16   | 7. ledna 2000     | 20. února 2000     |
| 2    | 16   | 21. října 2001    | 9. prosince 2001   |
| 3    | 16   | 27. září 2002     | 15. prosince 2002  |
| 4    | 24   | 19. února 2004    | 6. května 2004     |
| 5    | 24   | 1. února 2006     | 27. dubna 2006     |
| 6    | 24   | 17. ledna 2008    | 10. dubna 2008     |
| 7    | 24   | 10. září 2009     | 26. listopadu 2009 |
| 8    | 24   | 15. září 2011     | 8. prosince 2011   |
| 9    | 26   | 9. ledna 2014     | 10. dubna 2014     |
| 10   | 26   | 7. ledna 2016     | 14. dubna 2016     |
| 11   | 25   | 11. ledna 2018    | 19. dubna 2018     |
| 12   | 10   | 9. ledna 2020     | 19. března 2020    |
| 13   | 10   | 31. března 2022   | 26. května 2022    |

## První řada (2000)
| Č. v seriálu | Č. v řadě | Původní název                | Český název               | Režie          | Scénář                                                  | Datum premiéry | Premiéra v ČR |
| ------------ | --------- | ---------------------------- | ------------------------- | -------------- | ------------------------------------------------------- | -------------- | ------------- |
| 1            | 1         | Lo straniero                 | Cizinec                   | Enrico Oldoini | Alessandro Bencivenni, Carlo Mazzotta, Domenico Saverni | 7. ledna 2000  | bude oznámeno |
| 2            | 2         | Una banale operazione        | Banální operace           | Enrico Oldoini | Paola Catella, Carlo Mazzotta                           | 7. ledna 2000  | bude oznámeno |
| 3            | 3         | Il coraggio di parlare       | Odvaha promluvit          | Enrico Oldoini | Luca Manfredi, Carlo Mazzotta                           | 14. ledna 2000 | bude oznámeno |
| 4            | 4         | Anna                         | Anna                      | Enrico Oldoini | Francesca Panzarella                                    | 14. ledna 2000 | bude oznámeno |
| 5            | 5         | La strategia dello scorpione | Strategie štíra           | Enrico Oldoini | Carlo Mazzotta                                          | 21. ledna 2000 | bude oznámeno |
| 6            | 6         | Questione di fiuto           | Otázka čichu              | Enrico Oldoini | Paola Catella                                           | 21. ledna 2000 | bude oznámeno |
| 7            | 7         | La rosa antica               | Nostalgická růže          | Enrico Oldoini | Anna Samueli                                            | 28. ledna 2000 | bude oznámeno |
| 8            | 8         | Il piccolo angelo            | Andílek                   | Enrico Oldoini | Alessandro Bencivenni, Domenico Saverni                 | 28. ledna 2000 | bude oznámeno |
| 9            | 9         | In attesa di giudizio        | V očekávání rozsudku      | Enrico Oldoini | Alessandro Bencivenni, Domenico Saverni                 | 4. února 2000  | bude oznámeno |
| 10           | 10        | Il ricatto                   | Vydírání                  | Enrico Oldoini | Carlo Mazzotta                                          | 4. února 2000  | bude oznámeno |
| 11           | 11        | L'attore                     | Herec                     | Enrico Oldoini | Paola Catella, Carlo Mazzotta                           | 11. února 2000 | bude oznámeno |
| 12           | 12        | Stato di ebbrezza            | Stav opilosti             | Enrico Oldoini | Anna Samueli                                            | 11. února 2000 | bude oznámeno |
| 13           | 13        | Delitto accademico           | Akademický zločin         | Enrico Oldoini | Carlo Mazzotta, Luca Manfredi                           | 18. února 2000 | bude oznámeno |
| 14           | 14        | Amore senza età              | Láska kvete v každém věku | Enrico Oldoini | Carlo Mazzotta                                          | 18. února 2000 | bude oznámeno |
| 15           | 15        | Il fuoco della passione      | Plamen vášně              | Enrico Oldoini | Anna Samueli                                            | 20. února 2000 | bude oznámeno |
| 16           | 16        | La mela marcia               | Shnilé jablko             | Enrico Oldoini | Paola Catella, Carlo Mazzotta                           | 20. února 2000 | bude oznámeno |

## Druhá řada (2001)
| Č. v seriálu | Č. v řadě | Původní název                | Český název      | Režie           | Scénář                              | Datum premiéry     | Premiéra v ČR |
| ------------ | --------- | ---------------------------- | ---------------- | --------------- | ----------------------------------- | ------------------ | ------------- |
| 17           | 1         | La mela avvelenata           | Otrávené jablko  | Leone Pompucci  | Francesca Melandri                  | 21. října 2001     | bude oznámeno |
| 18           | 2         | Il marchio sulla pelle       | Cejch na kůži    | Leone Pompucci  | Francesca Melandri                  | 21. října 2001     | bude oznámeno |
| 19           | 3         | Cuore di ghiaccio            | Srdce z ledu     | Leone Pompucci  | Carlo Mazzotta                      | 28. října 2001     | bude oznámeno |
| 20           | 4         | Il mago                      | Mág              | Andrea Barzini  | Anna Samueli                        | 28. října 2001     | bude oznámeno |
| 21           | 5         | Cinque astici                | Pět humrů        | Andrea Barzini  | Duccio Camerini                     | 4. listopadu 2001  | bude oznámeno |
| 22           | 6         | Un uomo onesto               | Čestný muž       | Leone Pompucci  | Duccio Camerini                     | 4. listopadu 2001  | bude oznámeno |
| 23           | 7         | Il torpedone                 | Autobus          | Leone Pompucci  | Massimo Torre                       | 11. listopadu 2001 | bude oznámeno |
| 24           | 8         | Peso massimo                 | Těžká váha       | Leone Pompucci  | Isabella Franconetti, Mauro Marsili | 11. listopadu 2001 | bude oznámeno |
| 25           | 9         | Mossa d'azzardo              | Pravé poslání    | Andrea Barzini  | Carlo Mazzotta                      | 18. listopadu 2001 | bude oznámeno |
| 26           | 10        | Moglie e buoi dei paesi tuoi | Čí chleba jíš... | Andrea Barzini  | Isabella Franconetti, Mauro Marsili | 18. listopadu 2001 | bude oznámeno |
| 27           | 11        | La banda                     | Kapela           | Andrera Barzini | Francesca Melandri                  | 25. listopadu 2001 | bude oznámeno |
| 28           | 12        | Il morso del serpente        | Hadí uštknutí    | Leone Pompucci  | Massimo Torre                       | 25. listopadu 2001 | bude oznámeno |
| 29           | 13        | Questione di fegato          | Etruská hrobka   | Andrea Barzini  | Anna Samueli                        | 2. prosince 2001   | bude oznámeno |
| 30           | 14        | Scherzare col fuoco          | Hra s ohněm      | Leone Pompucci  | Carlo Mazzotta                      | 2. prosince 2001   | bude oznámeno |
| 31           | 15        | Fuori gioco                  | Mimo hru         | Andrea Barzini  | Carlo Mazzotta                      | 9. prosince 2001   | bude oznámeno |
| 32           | 16        | La confessione               | Zpověď           | Andrea Barzini  | Massimo Torre                       | 9. prosince 2001   | bude oznámeno |

## Třetí řada (2002)
| Č. v seriálu | Č. v řadě | Původní název                     | Český název                 | Režie          | Scénář                                            | Datum premiéry     | Premiéra v ČR |
| ------------ | --------- | --------------------------------- | --------------------------- | -------------- | ------------------------------------------------- | ------------------ | ------------- |
| 33           | 1         | I segreti del cuore               | Tajemství srdce             | Enrico Oldoini | Francesca Melandri                                | 27. září 2002      | bude oznámeno |
| 34           | 2         | In amore non è mai troppo tardi   | Na lásku není nikdy pozdě   | Leone Pompucci | Francesca Melandri                                | 27. září 2002      | bude oznámeno |
| 35           | 3         | Scandalo in città                 | Skandál ve městě            | Enrico Oldoini | Isabella Franconetti, Mauro Marsili               | 4. října 2002      | bude oznámeno |
| 36           | 4         | Sequestro di persona              | Únos                        | Andrea Barzini | Anna Samueli                                      | 4. října 2002      | bude oznámeno |
| 37           | 5         | Il passato ritorna                | Minulost se vrací           | Enrico Oldoini | Massimo Torre                                     | 11. října 2002     | bude oznámeno |
| 38           | 6         | Paura in palcoscenico             | Strach na jevišti           | Andrea Barzini | Andrea Barzini, Chiara Barzini, Mariella Sellitti | 11. října 2002     | bude oznámeno |
| 39           | 7         | Beauty Farm                       | Farma krásy                 | Andrea Barzini | Chiara Barzini                                    | 18. října 2002     | bude oznámeno |
| 40           | 8         | L'incarico                        | Pověření                    | Andrea Barzini | Duccio Camerini                                   | 18. října 2002     | bude oznámeno |
| 41           | 9         | Bellissima                        | Kráska                      | Enrico Oldoini | Anna Samueli                                      | 25. října 2002     | bude oznámeno |
| 42           | 10        | Il mistero del convento           | Klášterní tajemství         | Leone Pompucci | Duccio Camerini                                   | 25. října 2002     | bude oznámeno |
| 43           | 11        | Il testimone                      | Svědek                      | Leone Pompucci | Massimo Torre                                     | 1. listopadu 2002  | bude oznámeno |
| 44           | 12        | Natalina innamorata               | Zamilovaná Natalina         | Leone Pompucci | Duccio Camerini                                   | 1. listopadu 2002  | bude oznámeno |
| 45           | 13        | Tre matrimoni e...un Babbo Natale | Tři svatby a... Santa Claus | Enrico Oldoini | Andrea Barzini                                    | 8. listopadu 2002  | bude oznámeno |
| 46           | 14        | Il re degli scacchi               | Šachový král                | Andrea Barzini | Duccio Camerini                                   | 8. listopadu 2002  | bude oznámeno |
| 47           | 15        | La lettera anonima                | Anonymní dopis              | Leone Pompucci | Duccio Camerini                                   | 15. listopadu 2002 | bude oznámeno |
| 48           | 16        | Il volo                           | Let                         | Andrea Barzini | Isabella Franconetti, Mauro Marsili               | 15. listopadu 2002 | bude oznámeno |